# Equilibri geostròfic
L'equilibri geostròfic o vent geostròfic és el vent teòric que resultaria d'un equilibri exacte entre l'efecte de Coriolis i la força del gradient de pressió. Aquesta condició s'anomena equilibri geostròfic. El vent geostròfic és paral·lel a les isòbares. El vent veritable gairebé sempre difereix del vent geostròfic a causa d'altres forces com el fregament des del sòl. Per tant, el vent real només serà igual al vent geostròfic si no hi hagués fregament i les isòbares estiguessin perfectament rectes. Però el vent geostròfic és una bona aproximació.